# آقداش علیا
آقداش علیا یک روستا در ایران است که در دهستان پائین برزند واقع شده‌است.